# 리센코주의

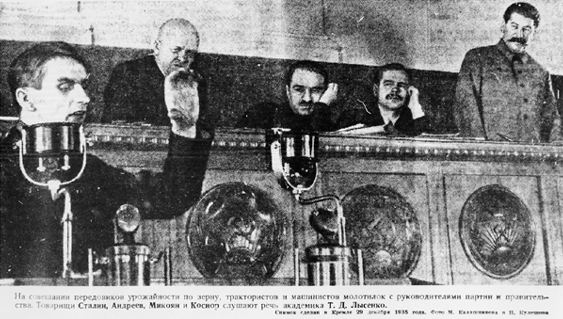
1935년에 크레믈린에서 연설하는 리센코. 그 뒤로 아나스타스 미코얀, 이오시프 스탈린이 보인다.

리센코주의 (лысенковщина) 또는 리센코학설은 유전학에 반대하는 소련의 운동으로 생물학자 트로핌 리센코를 중심으로 1920년대 말부터 1964년까지 계속되었다. 넓은 의미로는 정치에 의한 과학의 전복을 이야기한다. 식물학자 이반 블라디미로비치 미추린의 이름을 따서 미추린주의 또는 리센코-미추린주의라고도 한다.

## 같이 보기
- 반지성주의
- 쓰레기과학